# Ceratothoa gilberti
Ceratothoa gilberti är en kräftdjursart som först beskrevs av Richardson 1904.  Ceratothoa gilberti ingår i släktet Ceratothoa och familjen Cymothoidae. Inga underarter finns listade i Catalogue of Life.